# NGC 971
NGC 971 ist ein Stern im Sternbild Triangulum. Das Objekt wurde am 14. September 1850 von Bindon Blood Stoney entdeckt und fälschlicherweise in den NGC-Katalog aufgenommen.